# Kléber de Carvalho Corrêa
Kléber de Carvalho Corrêa, noto semplicemente come Kléber (San Paolo, 1º aprile 1980), è un ex calciatore brasiliano, che giocava come difensore.

## Biografia
Suo figlio Kaique Kenji è un calciatore professionista.

## Carriera
Ha vinto la Copa América 2007 con la sua Nazionale.

## Palmarès

### Club

#### Competizioni statali
- Campionato paulista: 5

Corinthians: 1999, 2001, 2003
Santos: 2006, 2007
- Campionato Gaúcho: 3

Internacional: 2009, 2011, 2012

#### Competizioni interstatali
- Torneo Rio-San Paolo: 1

Corinthians: 2002

#### Competizioni nazionali
- Campionato brasiliano: 2

Corinthians: 1998, 1999
- Coppa del Brasile: 1

Corinthians: 2002
- Campionato svizzero: 1

Basilea: 2004-2005

#### Competizioni internazionali
- Coppa del mondo per club: 1

Corinthians: 2000
- Coppa Libertadores: 1

Internacional: 2010
- Recopa Sudamericana: 1

Internacional: 2011

### Nazionale
- Coppa America: 1

Venezuela 2007
- Confederations Cup: 1

2009

### Individuale
- Bola de Prata: 1

2007